# الغيل (مبين)

تعديل مصدري - تعديل

الغيل هي إحدى قرى عزلة بني الشومي بمديرية مبين التابعة لمحافظة حجة، بلغ تعداد سكانها 230 نسمة حسب تعداد اليمن لعام 2004.